# Brejnija
Brejnija (lat. Breynia nom. cons.), rod grmova iz porodice filantusovki (Phyllanthaceae) kojemu pripada oko 80 vrsta rasprostranjenih po Indijskom potkontinentu, Kini, jugoistočnoj Aziji, Papuaziji i Australiji.
Tipična vrsta je B. disticha, grm autohton u Novoj Kaledoniji i Vanuatuu, kasnije introduciran po drugim tropskim krajevima.

## Vrste
1. Breynia amabilis (Airy Shaw) Welzen & Pruesapan
2. Breynia amoebiflora (Airy Shaw) Welzen & Pruesapan
3. Breynia androgyna (L.) Chakrab. & N.P.Balakr.
4. Breynia assimilis (Thwaites) Chakrab. & N.P.Balakr.
5. Breynia asteranthos (Airy Shaw) Welzen & Pruesapan
6. Breynia asymmetrica (Welzen) Welzen & Pruesapan
7. Breynia baudouinii Beille
8. Breynia beillei Welzen & Pruesapan
9. Breynia bicolor (Craib) Chakrab. & N.P.Balakr.
10. Breynia bishnupadae (M.Gangop. & Chakrab.) Chakrab. & N.P.Balakr.
11. Breynia bonii (Beille) Welzen & Pruesapan
12. Breynia brevipes (Müll.Arg.) Chakrab. & N.P.Balakr.
13. Breynia calcarea (M.R.Hend.) Welzen & Pruesapan
14. Breynia carnosa Welzen & Pruesapan
15. Breynia cernua (Poir.) Müll.Arg.
16. Breynia collaris Airy Shaw
17. Breynia coriacea Beille
18. Breynia coronata Hook.f.
19. Breynia delavayi (Croizat) Welzen & Pruesapan
20. Breynia discigera Müll.Arg.
21. Breynia discocalyx (Welzen) Welzen & Pruesapan
22. Breynia disticha J.R.Forst. & G.Forst.
23. Breynia diversifolia Beille
24. Breynia fleuryi Beille
25. Breynia fruticosa (L.) Müll.Arg.
26. Breynia garrettii (Craib) Chakrab. & N.P.Balakr.
27. Breynia glauca Craib
28. Breynia gour-maitii (Chakrab. & M.Gangop.) Chakrab. & N.P.Balakr.
29. Breynia grandiflora Beille
30. Breynia granulosa (Airy Shaw) Welzen & Pruesapan
31. Breynia gynophora Welzen & Pruesapan
32. Breynia harmandii (Beille) Welzen & Pruesapan
33. Breynia heteroblasta (Airy Shaw) Welzen & Pruesapan
34. Breynia heyneana J.J.Sm.
35. Breynia hirsuta (Beille) Welzen & Pruesapan
36. Breynia indosinensis Beille
37. Breynia kerrii (Airy Shaw) Welzen & Pruesapan
38. Breynia kitanovii (Thin) Welzen & Pruesapan
39. Breynia lanceolata (Hook.f.) Welzen & Pruesapan
40. Breynia lithophila Welzen & Pruesapan
41. Breynia macrantha (Hassk.) Chakrab. & N.P.Balakr.
42. Breynia maichauensis (Thin) Welzen & Pruesapan
43. Breynia massiei Beille
44. Breynia micrasterias (Airy Shaw) Welzen & Pruesapan
45. Breynia microphylla (Kurz ex Teijsm. & Binn.) Müll.Arg.
46. Breynia mollis J.J.Sm.
47. Breynia oblongifolia (Müll.Arg.) Müll.Arg.
48. Breynia obscura Welzen & Pruesapan
49. Breynia officinalis Hemsl.
50. Breynia orbicularis (Craib) Welzen & Pruesapan
51. Breynia pierrei (Beille) Welzen & Pruesapan
52. Breynia platycalyx Airy Shaw
53. Breynia po-khantii (Chakrab. & M.Gangop.) Chakrab. & N.P.Balakr.
54. Breynia podocarpa Airy Shaw
55. Breynia poilanei (Beille) Welzen & Pruesapan
56. Breynia poomae (Welzen & Chayam.) Welzen & Pruesapan
57. Breynia pubescens Merr.
58. Breynia pulchella (Airy Shaw) Welzen & Pruesapan
59. Breynia quadrangularis (Willd.) Chakrab. & N.P.Balakr.
60. Breynia racemosa (Blume) Müll.Arg.
61. Breynia repanda (Müll.Arg.) Chakrab. & N.P.Balakr.
62. Breynia repens Welzen & Pruesapan
63. Breynia reticulata (S.L.Mo ex P.T.Li) Welzen & Pruesapan
64. Breynia retusa (Dennst.) Alston
65. Breynia rhynchocarpa Benth.
66. Breynia rigida (Thwaites) Chakrab. & N.P.Balakr.
67. Breynia rostrata Merr.
68. Breynia saksenana (Manilal, Prasann. & Sivar.) Chakrab. & N.P.Balakr.
69. Breynia septata Beille
70. Breynia shawii (Welzen) Welzen & Pruesapan
71. Breynia similis (Craib) Welzen & Pruesapan
72. Breynia spatulifolia (Beille) Welzen & Pruesapan
73. Breynia stipitata Müll.Arg.
74. Breynia subangustifolia Thin
75. Breynia suberosa (Airy Shaw) Welzen & Pruesapan
76. Breynia subindochinensis Thin
77. Breynia subterblanca (C.E.C.Fisch.) C.E.C.Fisch.
78. Breynia temii (Welzen & Chayam.) Welzen & Pruesapan
79. Breynia thoii (Thin) Welzen & Pruesapan
80. Breynia thorelii (Beille) Welzen & Pruesapan
81. Breynia thyrsiflora (Welzen) Welzen & Pruesapan
82. Breynia tiepii Welzen & Pruesapan
83. Breynia tonkinensis Beille
84. Breynia trinervia (Hook.f. & Thomson ex Müll.Arg.) Chakrab. & N.P.Balakr.
85. Breynia tsiangii (P.T.Li) Welzen & Pruesapan
86. Breynia vestita Warb.
87. Breynia villosa (Blanco) Welzen & Pruesapan
88. Breynia virgata (Blume) Müll.Arg.
89. Breynia vitis-idaea (Burm.f.) C.E.C.Fisch.
90. Breynia yanhuiana (P.T.Li) Welzen & Pruesapan

### Sinonimi
- Aalius Rumph. ex Kuntze
- Breyniopsis Beille
- Ceratogynum Wight
- Diplomorpha Griff.
- Foersteria Scop.
- Forsteria Steud.
- Heterocalymnantha Domin
- Melanthesa Blume
- Melanthesopsis Müll.Arg.
- Sauropus Blume